# Пальчун, Владимир Тимофеевич
Владимир Тимофеевич Пальчун (27 апреля 1929 — 9 октября 2023) — российский учёный-медик, член-корреспондент РАМН (1995), член-корреспондент Российской академии наук (2014).

## Биография
В 1954 г. окончил Ленинградский санитарно-гигиенический медицинский институт. С 1954 по 1958 г. работал в практическом здравоохранении в начале в должности заведующего Райздравотделом, а затем начальником госпиталя ветеранов Отечественной войны в Брянской области.
С 1958 г. работал в 2 МОЛГМИ им. Н. И. Пирогова (ныне Российский национальный исследовательский медицинский университет имени Н. И. Пирогова), последовательно в должности клинического ординатора, аспиранта, ассистента, доцента. В 1963 г. защитил кандидатскую диссертацию на тему «Хронический тонзиллит в оперативном лечении стеноза митрального клапана». В 1969 г. защитил докторскую диссертацию на тему «Клинико-морфологические особенности и хирургическое лечение отосклероза».
С 1973 г. заведующий кафедрой ЛОР-болезней лечебного факультета с НИЛ «Патологии ЛОР-органов». В 1974 г. присвоено звание профессора. С 2006 г. является почётным заведующим кафедрой.
В. Т. Пальчун усовершенствовал слухулучшающие операции при хроническом гнойном среднем отите и отосклерозе, декомпрессионные операции на эндолимфатическом мешке при болезни Меньера, лабиринтотомию. Совместно с Преображенским Б. С. модифицировал клиническую классификацию хронического тонзиллита. Под его руководством модифицированы следующие операции: полное и частичное удаление гортани при её опухолях, пластические операции при дефектах гортани с целью восстановления её стенок, операцию при врожденной костной атрезии слухового прохода, косметические операции при врожденных и приобретенных деформациях наружного носа и полости носа.

## Общественная деятельность
- Председатель Московского научно-практического общества оториноларингологов с 1988 г.
- Главный редактор журнала «Вестник оториноларингологии»[7] с 1989 г.
- Член ВАК в течение 15 лет
- Главный оториноларинголог г. Москвы в течение 12 лет

## Награды и звания
- Знак «Изобретатель СССР» (1987)
- Заслуженный деятель науки РСФСР (1991)[8]